# Kyselina methakrylová
Kyselina methakrylová, zkráceně MAA, je organická sloučenina spadající mezi karboxylové kyseliny. Jedná se o viskózní, bezbarvou kapalinu s ostrým, nepříjemným zápachem. MAA je rozpustná v teplé vodě a mísitelná s většinou organických rozpouštědel. Kyselina methakrylová je průmyslově vyráběna ve velkém měřítku jako prekurzor svých esterů, zejména methylmethakrylátu (MMA) a polymethylmethakrylátu (PMMA). V malém množství se MAA přirozeně vyskytuje i v oleji římského heřmánku.

## Výroba
Nejběžnějším způsobem se kyselina methakrylová připravuje z acetonkyanhydrinu, který se pomocí kyseliny sírové převádí na methakrylamid sulfát. Tento derivát je následně hydrolyzován na kyselinu methakrylovou nebo esterifikován na methylmethakrylát. Druhým způsobem se MAA vyrábí oxidací izobutylenu nebo terc- butanolu na methakrolein, poté na kyselinu methakrylovou. Methakrolein pro tento účel lze také získat z formaldehydu a ethylenu. Kyselina isomaslová může být také dehydrogenována na kyselinu methakrylovou.
Může se také připravit dekarboxylací kyseliny itakonové, kyseliny citrakonové nebo kyseliny mesakonové dekarboxylací. Takovéto prekurzory však nemají komerční hodnotu.

## Použití
Kyselina methakrylová se používá v některých lacích na nehty, které pomáhají akrylovým nehtům ulpívat na nehtové desce. 

## Reakce
Kyselina methakrylová byla poprvé připravená ve formě svého ethylesteru ošetřením chloridu fosforečného esterem oxyisobutyru (synonymum pro kyselinu beta-hydroxy-butylovou nebo kyselinu 3-hydroxybutyrovou). Reakcí se zásadou pak dochází ke vzniku kyseliny propanové. Amalgam sodný ji dokáže redukovat na kyselinu isobutyrovou. Polymerní forma kyseliny methakrylové byla poprvé popsána v roce 1880.

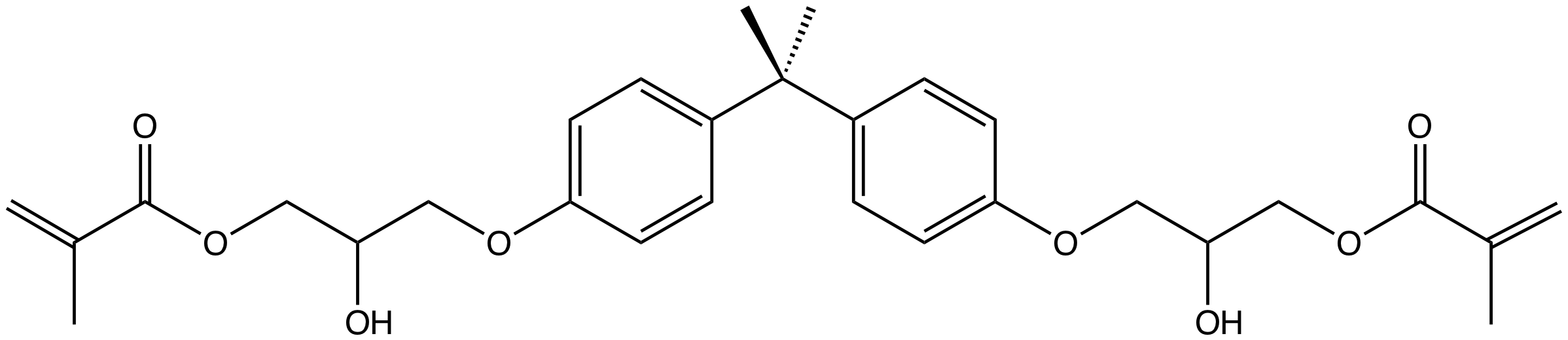
Příklad esteru methakrylové kyseliny, bis-GMA, prekurzor typické vinylesterová pryskyřice